# Redange (tổng)
Redange là một tổng về phía tây của Luxembourg, ở huyện Diekirch. Thủ phủ là Redange, cũng có tên là Redange-sur-Attert.
Tổng này bao gồm10 thị trấn: 
- Beckerich
- Ell
- Grosbous
- Préizerdaul
- Rambrouch
- Redange
- Saeul
- Useldange
- Vichten
- Wahl

==Tham khảo==